# 池田パーキングエリア
池田パーキングエリア（いけだパーキングエリア）は、徳島県三好市池田町佐野にある徳島自動車道のパーキングエリアである。

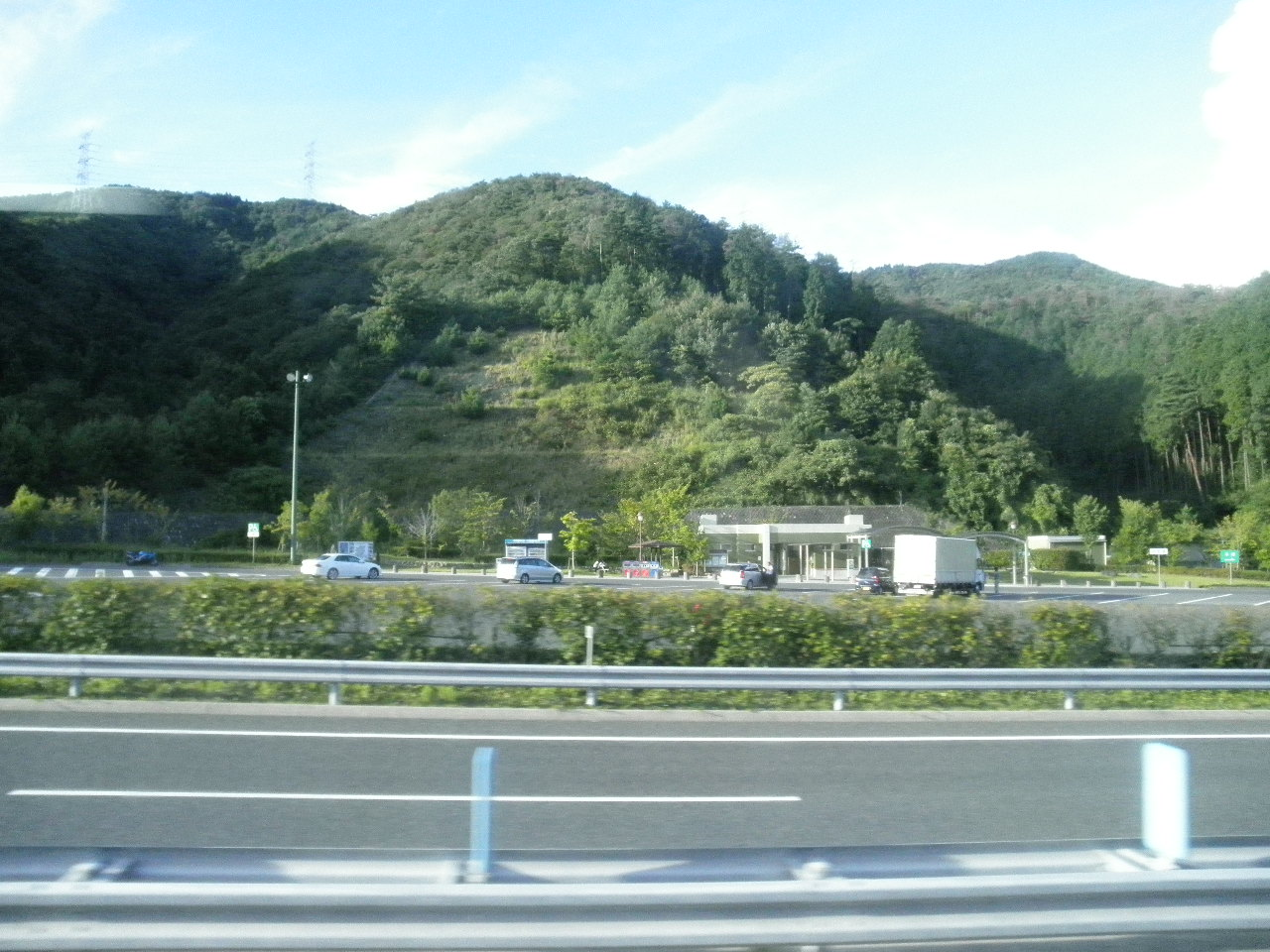
上り線

## 施設

### 上り線（徳島方面）
- 駐車場
  - 小型 7台
  - 大型 10台
  - 二輪 4台
- トイレ
  - 男性 大2（和式1・洋式1）・小3
  - 女性 5（和式2・洋式3）
  - 車椅子用 1
- 自動販売機

### 下り線（川之江方面）
- 駐車場
  - 小型 7台
  - 大型 10台
  - 二輪 4台
- トイレ
  - 男性 大3（和式1・洋式2）・小3
  - 女性 5（和式1・洋式4）
  - 車椅子用 1
- 自動販売機

## 隣
E32 徳島自動車道
(6) 井川池田IC - 池田PA - (7) 川之江東JCT